# Herrenschuhfabrik

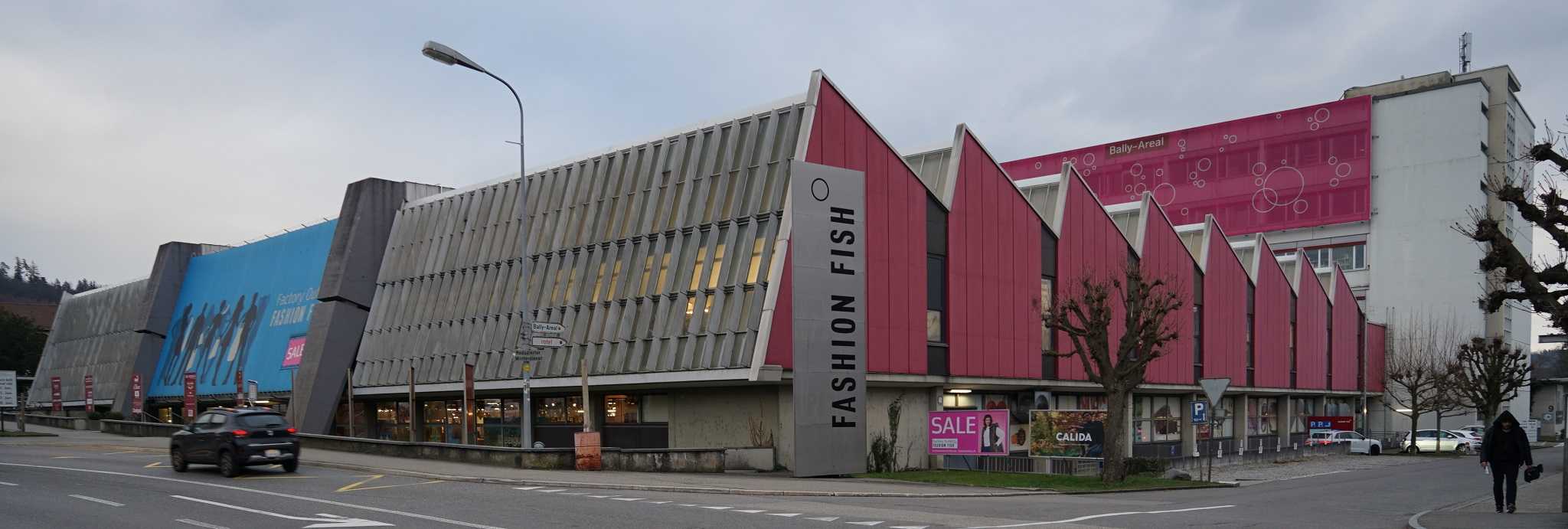
Ansicht von Nordwesten, 2023

Die ehemalige Herrenschuhfabrik der Schuhfabrik Bally ist ein Industriedenkmal der Moderne in Schönenwerd im Schweizer Kanton Solothurn. Der 1963 vollendete «Pionierbau» steht als Kulturgut von nationaler Bedeutung und Teil des Bally-Areals unter Denkmalschutz.

## Lage
Die Fabrik liegt westlich des Bahnhofs und bildet den nördlichen Abschluss der «Unteren Fabrik». Nördlich schliesst sich das «Magazin-Areal» mit einem klassizistischen Kopfbau von 1890 an. Die Adresse ist Parkstrasse «1».

## Geschichte

Im Vordergrund links die Untere Fabrik mit Hochbau und Sheddächern (Idealbild von 1880)

Das «Neue Haus», später «Werkschule», war der 1837 der erste Industriebau der Unternehmerfamilie Bally. Die ersten Bauten der «Oberen Fabrik» wurden 1854 errichtet, unzählige Bauetappen folgten. Auf dem trockengelegten Schachen entstanden mit der Elastikweberei von 1868 und den Sheddächern der mechanischen Schusterei von 1871 die ersten Bauten der Unteren Fabrik. Die Schusterei wurde 1874 von sechs auf acht und zuletzt auf zwölf Sheds erweitert. Das neue «Kosthaus» von Karl Moser schloss 1919 das Gelände der «Oberen Fabrik» zum Bally-Park ab.
Letztes Bauvorhaben war die 1963 vollendete Herrenschuhfabrik. Dafür abgebrochen wurde der Shedbau von 1871. Planer war der Chefarchitekt der Bally Schuhfabriken Hans von Weissenfluh (1910–2007). Danach fanden weder grössere Neubauten noch Abbrüche statt. Die Investmentgesellschaft Texas Pacific Group (TPG) erwarb 1999 das Unternehmen und schloss den Betrieb.
Die ehemalige Herrenschuhfabrik mit dem Bally-Areal ist in das Schweizerische Inventar der Kulturgüter von nationaler Bedeutung (Kategorie A) eingetragen. Im Inventar der Kulturgüter sind verzeichnet: Genutzt wird der Bau durch den Factory Outlet «Fashion Fish».

## Beschreibung
Die Herrenschuhfabrik besteht aus einem sechsgeschossigen, stützenfreien Hochbau über einem Untergeschoss und einer stützenfreien Halle mit 64 Meter Spannweite. Der Hochbau wird durch lange Fensterbänder horizontal gegliedert. Ein insgesamt dreigeschossiger Verbindungsbau führt in die Halle mit acht Sheddächern. Ihre Stützenfreiheit wird durch zwei vorgespannte Hohlträger erreicht. Sie sind 64 Meter lang, 2,4 Meter breit und 5,6 Meter hoch und dienen als Auflager der vorgefertigten Querträger, auf denen die «filigranen» Shedträger liegen. Die beiden Hauptträger wurden vor Ort betoniert und dienen zusätzlich der Belüftung der Halle. Diese hat eine lichte Höhe von nur 3,8 Metern bis zu den Hohlträgern. Die darüberliegenden Sheds sind nach Norden orientiert, haben etwa die gleiche Höhe und verteilen das Tageslicht blendfrei in der Halle. Da der Raum stützenfrei war, konnten Maschinen neu gruppiert und Arbeitsabläufe flexibel gestaltet werden. Unter der Produktionsebene mit fast 5'000 Quadratmetern befinden sich zwei Untergeschosse mit Verkaufs- und Lagerräumen sowie der Lüftungsanlage im zweiten Untergeschoss. An der Nordfassade wird die Fensterfläche über die gesamte Höhe der Halle geführt. Diese hat dieselbe Neigung wie die Sheddächer und wird durch zahlreiche vertikale Rippen gegliedert.
Die Halle gehört zu den «Pionierbauten» des Bally-Areals und gehörte «zum modernsten, was der Industriebau jener Zeit in der Schweiz zu bieten hatte». Shedhalle und Hochbau bilden eine «expressive Volumenkomposition». Die ehemals helle und schmucklose Betonarchitektur ist heute durch bunte Bemalung und gebäudeüberspannende Plakatierung des Outlets beeinträchtigt.

## Belege
1. ↑  Kantonsliste A- und B-Objekte Kanton SO. Schweizerisches Kulturgüterschutzinventar mit Objekten von nationaler (A-Objekte) und regionaler (B-Objekte) Bedeutung. In: Bundesamt für Bevölkerungsschutz BABS – Fachbereich Kulturgüterschutz, 1. Januar 2024, S. 9,  abgerufen am 7. Februar 2023. (PDF; 303 kB, 9, Revision KGS-Inventar 2021 (Stand: 1. Januar 2023)).
2. 1 2  Valerie Girsberger: Shedbauten. In: Fotos erzählen Dorfgeschichte. Ausstellung zum Thema «Unser Schönenwerd – mein Dorf» im Altersheim Haus im Park. In: Chrone-Zitig. Nr. 37 (PDF, 14,2 MB). Schönenwerd (Juni 2012). S. 32.
3. 1 2 3  Abegg et al.: Herrenschuhfabrik, 1963. In: Industrieensemble und Parkanlage «Bally» in Schönenwerd. GSK, Bern 2005. S. 26–27.
4. ↑  KGS-Nr.: 9288 in Schönenwerd.
5. ↑  ch.babs.kulturgueter: Bally-Areal. (abgerufen am 8. Februar 2023)

Koordinaten: 47° 22′ 18,5″ N, 7° 59′ 57,5″ O; CH1903: 642347 / 246925